# Distretto di Yazu
Yazu (八頭郡, Yazu-gun?) è un distretto della prefettura di Tottori, in Giappone.
Attualmente fanno parte del distretto i comuni di Chizu, Wakasa e Yazu.